# Casa museo de Blas Infante
La casa de Blas Infante, también conocida como Dar al-farah, "la Casa de la Alegría", es uno de los inmuebles con mayor importancia simbólica de la historia contemporánea de Andalucía, situada en la localidad sevillana de Coria del Río. Actualmente forma parte de un complejo museístico denominado recinto de la Autonomía de Andalucía, junto al Museo de la Autonomía cuyo objetivo es difundir la trayectoria del pueblo andaluz hasta la consecución de la autonomía y el Centro de Investigación, destinado al estudio de la realidad de Andalucía desde el ámbito de las Ciencias Sociales. 

## Historia
En 1931, Blas Infante comienza la construcción de la que será su residencia hasta su fusilamiento en 1936 siguiendo una idea original y propia que combina elementos del regionalismo y de la arquitectura andalusí. La construcción terminó dos años más tarde, quedando situada en un altozano con vistas al Guadalquivir, Infante dejó el legado material más importante de su labor en pro de la autonomía andaluza. Él mismo la diseñó no sólo como residencia, sino como reflejo físico de sus intereses vitales e intelectuales, adjudicando a cada elemento de la casa un significado, una intención. 
En abril de 1983, el Parlamento de Andalucía reconoce a Blas Infante como Padre de la Patria Andaluza en un acto de justicia histórica por lo determinante que fue su papel en el proceso autonómico andaluz. La casa fue adquirida por la Junta de Andalucía en el año 2001, abierta como museo en 2003 y declarada Bien de Interés Cultural en 2006 con la categoría de Monumento por ser un espacio con un valor histórico y simbólico fundamental. El Centro de Estudios Andaluces, fundación adscrita a la Consejería de la Presidencia, fue la institución designada para su gestión, difusión y conservación. 
Entre 2008 y 2010 se produjo una intensa restauración del complejo, dirigida por el arquitecto Antonio Tejedor Cabrera, que buscaba solventar el estado de deterioro del inmueble, quedando las obras completadas y reabierto para celebrar el 125 aniversario del nacimiento del político.

## Edificio
La construcción posee un estilo muy personal que mezcla elementos de varias épocas y tradiciones, alejándose del estilo regionalista típico de la construcción de principios del siglo XX.
Por fuera destaca su apariencia sobria, con muros de ladrillo coronados por almenas escalonadas propias de la tradición almohade. Por dentro, la casa combina una serie de elementos como yeserías, azulejos, pinturas murales, muebles y columnas que conforman un interior ecléctico y abigarrado que encierra una profunda simbología. 
Como estancias más destacadas se encuentran el comedor principal de la familia Infante, que recoge en sus cuatro paredes pinturas murales de estilo orientalista como reconocimiento del papel de la cultura musulmana en la historia de Andalucía; la biblioteca, que consta de más de 1.500 volúmenes; o el despacho, en el que pueden contemplarse algunos de los objetos habituales de su trabajo, como el sillón perteneciente a Emilio Castelar, la mano de bronce que le regaló su amigo y escultor Lorenzo Coullaut Valera o el archivo donde guardaba los documentos personales y profesionales.